# KVCD
O KVCD ("K Video Compression Dynamics") é uma modificação não-padrão dos padrões de vídeo MPEG-1 e MPEG-2 para codificação de vídeo digital. É compatível com diversos leitores de DVD, embora não seja universal.

## Descrição Técnica
O KVCD é basicamente uma modificação da estrutura GOP e da matriz de quantização dos padrões MPEG-1 e MPEG-2. Ele permite o armazenamento de até 120 minutos de vídeo em um único CD-R/CD-RW de 80 minutos a uma resolução média próxima a de um SVCD ou DVB.
Estas especificações foram publicadas como KVCDx3, a resolução padrão que produz vídeo de bit rate variável, de 64kbit/s até 3000kbit/s, em 528x480 (NTSC) e 528x576 (PAL). Usando uma resolução de 352x240 (NTSC) ou 352x288 (PAL), é possível codificar um vídeo de até cerca de 360 minutos com qualidade de VCD em um único CD-R de 80 minutos.

## VCDs e KVCDs
A principal diferença entre um KVCD e um VCD comum é o modo como os dados são comprimidos. Os vídeos em um VCD são mantidos a um bit rate constante (1150 kbit/s vídeo, 224 kbit/s áudio), o que se compara ao bit rate total de um CD de áudio. Desse modo é possível que 74 minutos de vídeo sejam armazenados em um CD de 74 minutos, 80 minutos de vídeo em um CD de 80 minutos, e assim por diante.
Os KVCDs se desviaram desse padrão através do emprego de um bit rate variável definido pelo codificador. Os dados do vídeo em um KVCD típico irão variar entre pelo menos 1800 kbit/s e 300 kbit/s. O bit rate do áudio é comumente mantido constante. Este desvio permite que mais vídeo seja armazenado em um CD do que seria normalmente permitido de acordo com as especificações do VCD.
Porém, este desvio também significa que para se criar um longo KVCD com uma alta qualidade, é necessário ser proficiente na codificação com bit rates variáveis, o que no fim cria uma acentuada curva de aprendizagem do processo de criação de um KVCD, embora vários softwares capazes de codificar VCDs comuns possuam as especificações prontamente disponíveis. Por esta razão, muitas pessoas preferem dividir um longo vídeo em dois ou mais VCDs ao esforço extra necessário para codificar o mesmo vídeo no formato KVCD.

## KSVCD (SKVCD) e KDVD
As técnicas usadas para criar um KVCD podem ser aplicadas aos formatos SVCD e DVD para se criar um KSVCD (algumas vezes chamado de SKVCD) e um KDVD.